# HD 79940
HD 79940，又名CD-36 5505，SAO 200163、HR 3684，是一颗恒星，视星等为4.62，位于銀經262.52，銀緯8，其B1900.0坐标为赤經9h 11m 44.9s，赤緯-36° 8′ 46″。